# Jony Marcos
Jony Marcos é um político brasileiro, do estado de Sergipe.Natural de Ponta Porã/MS.

## Vida Pública
Jony Marcos de Souza Araújo,  nasceu no dia 30 de setembro de 1977, na cidade de Ponta Porã- MS. Com uma infância simples, começou a trabalhar muito cedo para ajudar nas despesas de casa e aos 13 anos passou a auxiliar em uma rádio local da cidade natal. Foi desse trabalho que Jony Marcos se inspirou para, após concluir o ensino médio, realizar o curso que lhe deu a formação de radialista. Evangélico desde à adolescência, e aos 16 anos ingressa no ministério pastoral. Em 1999, mudou-se para Sergipe, onde além de pastorear, passou a desenvolver trabalhos de ordem social.

## Trajetória Política
Iniciou sua trajetória política muito cedo, aos 26 anos disputou pela primeira vez uma eleição a cargo público e venceu. Como vereador por Aracaju, Jony Marcos exerceu três mandatos seguidos (2005-2008, 2009-2012 e 2013-2014), quando durante o terceiro mandato deixou o Legislativo Municipal para exercer o cargo eletivo de deputado federal por Sergipe (2015-2019) – eleito com mais de 53 mil votos.
Em 2005 participou ativamente da fundação do Partido Republicano Brasileiro, atualmente “Republicanos”, realizando toda a idealização em Sergipe – partido que mais tarde ele se tornaria presidente estadual.
Sempre atuou nas frentes ligadas a defesa ao meio ambiente, à educação, à valorização da família e dos ideais cristãos, à mobilidade urbana, à proteção aos animais, aos produtores rurais, aos programas sociais e às causas municipalistas.

## Posicionamento como Deputado Federal Atuante

### CONTRA
Ensino da ideologia de gêneros nas escolas.
Legalização do aborto.
Legalização das drogas.
EM DEFESA
Fortalecimento dos programas sociais.
Mais recursos para as universidades públicas e escolas técnicas.
Mais recursos para desenvolvimento do setor tecnológico e de pesquisa científica.
Ações emergenciais diante da seca no sertão sergipano.
Liberação de toneladas de milho a preço de custo para os produtores de leite.
Renegociação de dívidas dos produtores rurais para manter condições de produção.
Mais desenvolvimento econômico para Sergipe.
Direito de expressão com a pregação do Evangelho
Fortalecimento do trabalho social das igrejas.
Lei da Ficha Limpa..